# میمون تانتالوس
میمون تانتالوس (نام علمی: Chlorocebus tantalus) نام یک گونه از زیرخانواده دم‌درازیان است. این میمون بر قدیم آفریقا است که از غنا تا سودان پراکنده‌اند.

## ظاهر
میمون تانتالوس گونه‌ای میان‌جثه است با چهره سیاه و دمی بلند. در بالای چشمان خود یک خط ابرویی سفید و زرد رنگ ویژه دارد. گونه‌هایش سفیدرنگ هستند، موهای بلندی دارد که به عقب جارو شده‌اند و اغلب در مسن‌ترها روی گوش‌ها را می‌پوشانند. تاج و سطوح پشتی بدن این میمون‌ها به رنگ مایل به زرد و مایل به سبز یا طلایی است. اندم‌های زیرین بدنشان به رنگ سفید و دم و سطوح بیرونی اندام‌ها خاکستری است. دم ممکن است نوک سفیدی داشته باشد. نر بزرگتر از ماده است و کیسه بیضه آن به رنگ آبی روشن است که با موهای نارنجی احاطه شده‌است.